# Benjamín Martínez
Benjamín Martínez Martínez (* 23. August 1987 in Terrassa), genannt Benja, ist ein spanischer Fußballspieler. Der Stürmer spielt für CF Intercity.

## Karriere
Seine Karriere begann Benja bei CF Damm und in den Jugendmannschaften Espanyol Barcelonas. In der Saison 2007/08 spielte er für CE Europa, für den er in dieser Saison zehn Tore erzielte. 2008 wechselte er zum Lokalrivalen FC Barcelona und ging von da an für deren B-Mannschaft auf Torejagd. Zunächst war er aber für ein halbes Jahr an den Viertligisten CF Reus Deportiu ausgeliehen, wo er insgesamt acht Treffer in 18 Spielen erzielte.
In der zweiten Saisonhälfte spielte er für Barça B und erzielte in 15 Spielen vier Tore. In der Saison 2009/10 trug er mit seinen Treffern entscheidend zum Aufstieg seines Teams in die Segunda División bei. Benja war hierbei der drittbeste Torschütze seiner Mannschaft und erzielte unter anderem im Play-off-Viertelfinalhinspiel gegen Ejido (3:3) drei Tore. Nach dem 1:1 im Rückspiel war seine Mannschaft eine Runde weiter und konnte anschließend auch Real Jaén und UE Sant Andreu besiegen, wodurch das Team aufgestiegen war.

## Erfolge
- Aufstieg in die Segunda División: 2010